# Richard Kraut
Richard Kraut (Brooklyn, 27 ottobre 1944) è un filosofo e grecista statunitense.

## Biografia
Conseguito nel 1965 il baccellierato delle arti all'Università del Michigan, nel 1969 ottenne il dottorato in filosofia presso l'Università di Princeton. Da quell'anno fu assistente alla cattedra di filosofia dell'Università dell'Illinois a Chicago fino al 1976, quando fu nominato professore associato; nel 1983 divenne professore ordinario e nel 1988 gli fu affidata la direzione del dipartimento di filosofia dello stesso ateneo, incarico che mantenne fino al 1991.
Nel 1995 passò all'Università Nordoccidentale a Evanston e nel 1997 gli furono date la cattedra di studi classici e la direzione del dipartimento di filosofia.
Autore di numerosi saggi di storia della filosofia antica, etica e filosofia politica, nel 1997 ha tradotto e commentato i libri VII e VIII della Politica di Aristotele e nel 2014 ha scritto due articoli per la Fondazione Lorenzo Valla e Arnoldo Mondadori Editore intitolati "La democrazia in Grecia" e "Introduzione alla Politica di Aristotele".

## Opere
- Richard Kraut, Socrates and the State, Princeton, Princeton University Press, 1984.
- Richard Kraut, Aristotle on the Human Good, Princeton, Princeton University Press, 1989.
- Richard Kraut e Terrence Penner (a cura di), Nature, Knowledge, and Virtue: Essays in Memory of Joan Kung, Edmonton, Academic Printing and Publishing, 1989.
- Richard Kraut (a cura di), The Cambridge Companion to Plato, Cambridge, Cambridge University Press, 1992.
- Richard Kraut (a cura di), Critical Essays on Plato's Republic, Rowman & Littlefield, 1997.
- Richard Kraut, Aristotle: Political Philosophy, Oxford, Oxford University Press, 2002.
- Richard Kraut e Steven Skultety (a cura di), Aristotle's Politics: Critical Essays, Rowman & Littlefield, 2005.
- Richard Kraut (a cura di), The Blackwell Guide to Aristotle’s Nicomachean Ethics, Blackwell, 2006.
- Richard Kraut, What is Good and Why: The Ethics of Well-Being, Harvard University Press, 2007.
- Richard Kraut, How to Read Plato, Granta, 2008.
- Richard Kraut, Against Absolute Goodness, Oxford, Oxford University Press, 2011.
- Richard Kraut, The Quality of Life: Aristotle Revised, Oxford, Oxford University Press, 2018.